# George Robertson
George Islay MacNeill Robertson, Baró Robertson de Port Ellen, KT, GCMG, FRSA, FRSE, PC (nascut el 12 d'abril de 1946), és un polític britànic del Partit Laborista, que fou el desè Secretari General de l'OTAN, entre l'octubre de 1999 i començaments de gener de 2004; va succeir en el càrrec en Javier Solana. També ha fet de Secretari d'Estat de la Defensa del Regne Unit entre 1997 i 1999, abans d'acceptar el càrrec a l'OTAN.